# 1910-ih
2. tisućljeće
◄ | 19. stoljeće | 20. stoljeće | 21. stoljeće | ►
◄ | 1880-ih | 1890-ih | 1900-ih | 1910-ih | 1920-ih | 1930-ih | 1940-ih | ►
1910. | 1911. | 1912. | 1913. | 1914. | 1915. | 1916. | 1917. | 1918. | 1919.

## Događaji i trendovi
- Potonuće RMS Titanica
- Ubojstvo austrougarskog nadvojvode Franja Ferdinanda 28. lipnja 1914.
- Potonuće RMS Lusitanije
- Potonuće HMHS Britannica
- Španjolska gripa

## Svjetska politika
- Meksička revolucija
- Balkanski ratovi
- Prvi svjetski rat
- Februarska i Oktobarska revolucija
- Osnivanje Lige naroda

## Tehnološka i znanstvena dostignuća
- na tržištu se pojavljuje prvi komercijalni automobil - Ford Model T
- izmišljeni tenk, nehrđajući čelik i toster
- dovršen Panamski kanal
- otkriven Machu Picchu

## Sportska događanja
- V. Olimpijske igre – Stockholm 1912.
- VI. Olimpijske igre – Berlin 1916.